# Trichoglossus
Trichoglossus is een geslacht van vogels uit de familie Psittaculidae (papegaaien van de Oude Wereld) en de groep van de lori's. Deze soorten komen voor in het oosten van de Indische Archipel, Nieuw-Guinea en Australië.

## Soorten
Het geslacht kent de volgende soorten:
- Trichoglossus capistratus  – Timorregenbooglori
- Trichoglossus chlorolepidotus  – Schubbenlori
- Trichoglossus euteles  – Geelkoplori
- Trichoglossus forsteni  – Forstens regenbooglori
- Trichoglossus haematodus  – Regenbooglori
- Trichoglossus moluccanus  – Lori van de Blauwe Bergen
- Trichoglossus rosenbergii  – Biakregenbooglori
- Trichoglossus rubiginosus  – Ponapélori
- Trichoglossus rubritorquis  – Roodhalsregenbooglori
- Trichoglossus weberi  – Floresregenbooglori